# Tourbière du Lac à la Tortue

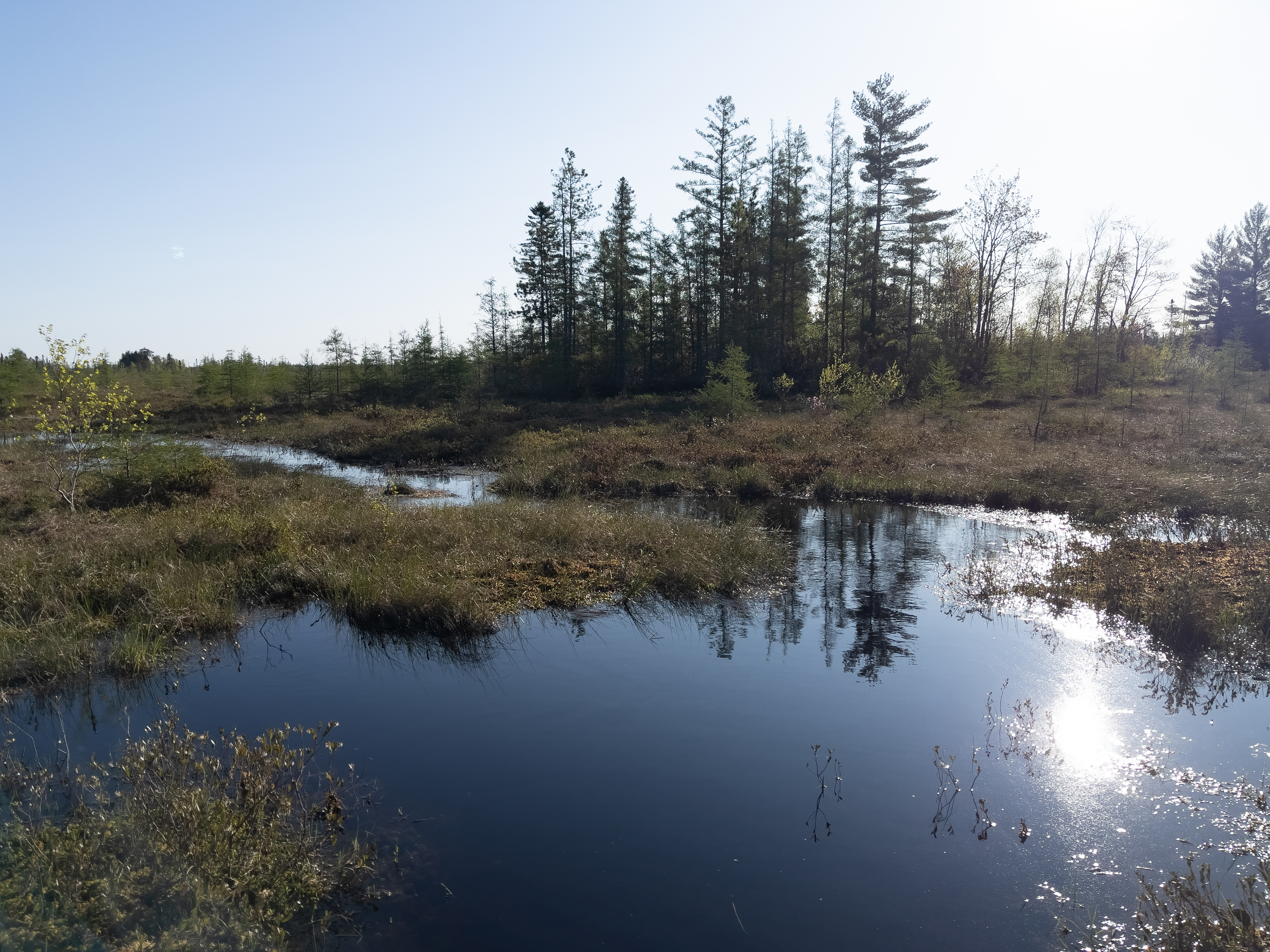
Tourbière du Lac-à-la-Tortue, secteur Plé de Saint-Narcisse

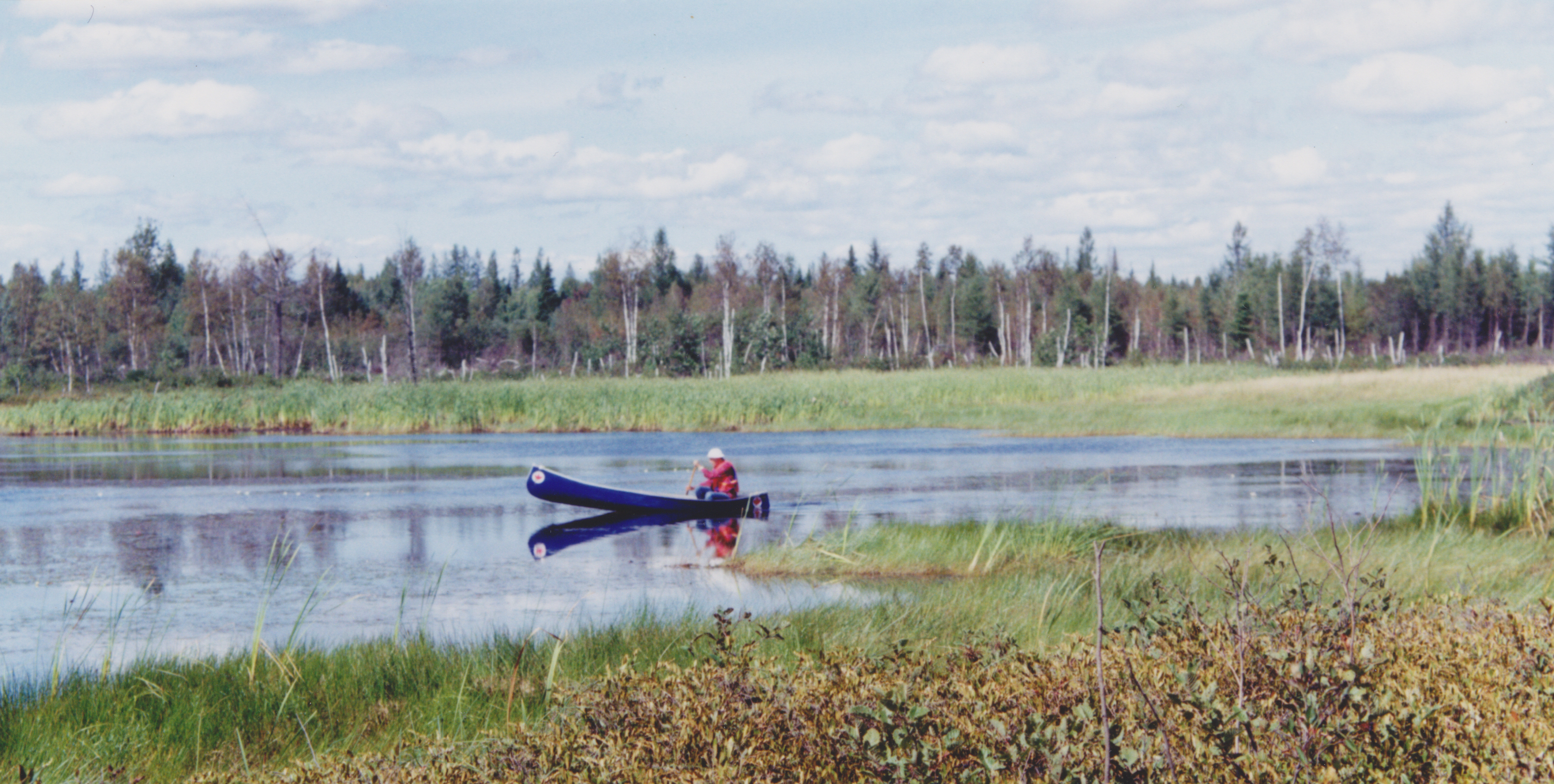
Lac Noir, zone privée, tourbière du Lac-à-la-Tortue

La tourbière du Lac à la Tortue ou tourbière de Lac-à-la-Tortue est une tourbière ombrotrophe située sur les territoires de Shawinigan-Sud, Notre-Dame-du-Mont-Carmel, Saint-Narcisse et Saint-Maurice, au Québec (Canada). Avec une superficie estimée à 95 km2, il s'agit du plus grand milieu humide de la vallée du fleuve Saint-Laurent.

## Géographie
L'écosystème de la tourbière du Lac à la Tortue est une tourbière ombrotrophe de type bombée ayant un superficie de 66 km2 selon Conservation de la nature Canada ou de 95 km2 selon le ministère de l’Environnement, de la Lutte contre les changements climatiques, de la Faune et des Parcs. Elle est le grand milieu humide en milieu terrestre de la vallée du Saint-Laurent et du lac Champlain. Cette tourbière commence sa formation au Dryas récent, il y a 10 350 ans, juste après le retrait de la mer de Champlain laissant sur son passage la moraine de Saint-Narcisse. Elle accumule en tout 6,36 mégatonnes de carbone terrestre. Le territoire de la tourbière du Lac-à-la-Tortue s'étend entre les municipalités de Shawinigan, Notre-Dame-du-Mont-Carmel, Saint-Narcisse et Saint-Maurice,,,. 
Bien qu’il s’agisse initialement d’un seul grand ensemble, divers territoires disposant de législations différentes se superposent sur l'ensemble de la tourbière du Lac-à-la-Tortue. La réserve écologique de Lac-à-la-Tortue y est enclavée, c'est la plus ancienne zone protégée. Cette dernière protège 566 ha, elle comprend une partie du lobe occidental de la tourbière entre le lac Trotochaud à Notre-Dame-du-Mont-Carmel, et le rang Saint-Mathieu, à Shawinigan-Sud. La tourbière comprend aussi la réserve naturelle de la Tourbière-du-Lac-à-la-Tortue à Shawinigan et Notre-Dame-Mont-Carmel qui a une superficie de 1 569 ha. On y retrouve aussi le plé de Saint-Narcisse. De plus Conservation de la nature Canada est propriétaire de 27 km2 supplémentaire,,,,.

## Milieux naturels
De nombreuses espèces d'animaux sont présentes dans la tourbière du Lac à la Tortue, dont le castor du Canada, le coyote, la couleuvre à ventre rouge, la grenouille des bois, la grenouille verte, l'orignal, l'ours noir et le cerf de Virginie. L'endroit est aussi fréquenté par plusieurs espèces d'oiseaux dont le canard noir, le canard branchu, le grand héron et la sarcelle à ailes bleues. La grue du Canada y a aussi été observée à maintes reprises.
Des espèces de plantes à statut précaire s'y trouvent également, comme la Woodwardie (en) de Virginie et l'Utriculaire à scapes géminés (en).

## Histoire
La tourbière du Lac à la Tortue a entre autres servi de source de fer des marais pour les forges du Saint-Maurice. En 1978, le ministère des Ressources naturelles fait une étude sur la teneur en tourbe de la tourbière et conclu qu'elle est assez épaisse pour servir à la fabrication du coke.
Le 27 mai 1992, la réserve écologique de Lac-à-la-Tortue est créée dans le but de protéger une tourbière ombrotrophe typique des basses-terres du Saint-Laurent. En 2005, Conservation de la nature Canada (CNC) commence à faire l’acquisition de terrains dans la tourbière, en particulier grâce à un don de 1 409 ha d'Abitibi-Consolidated. En 2012, ces terrains sont reconnus comme étant la réserve naturelle de la Tourbière-du-Lac-à-la-Tortue par le Gouvernement du Québec. Cette dernière est agrandie l'année suivante pour atteindre 1 569 ha. La CNC fait l'acquisition de 2 748 ha supplémentaires en 2018. Avec cette acquisition, 75% de la tourbière est maintenant protégée,,,,,.

## Tourisme
La municipalité de Saint-Narcisse aménage un sentier de 2,8 km dans le Parc Cœur Nature. Ce sentier comprend des trottoirs de bois avec des points de vues sur la tourbière. Le sentier permet en autre d'observer le Kalmia à feuilles étroites, la Sarracénie pourpre et d'autres espèces de plantes présentes dans le plé de Saint-Narcisse,.

## Photos
(juin 2023).

Habitats divers
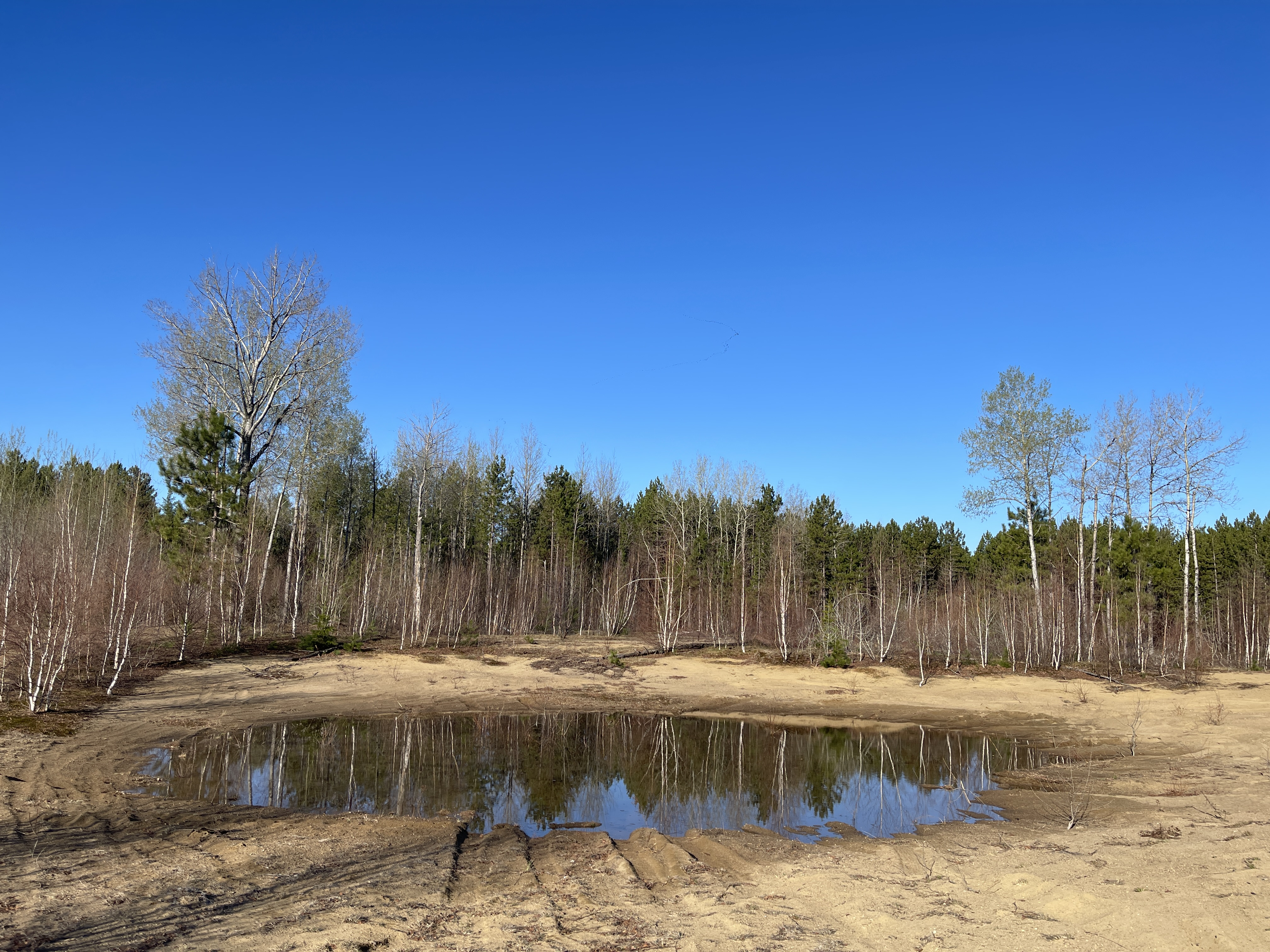
Milieux sablonneux ouvert, Secteur Shawinigan-Sud
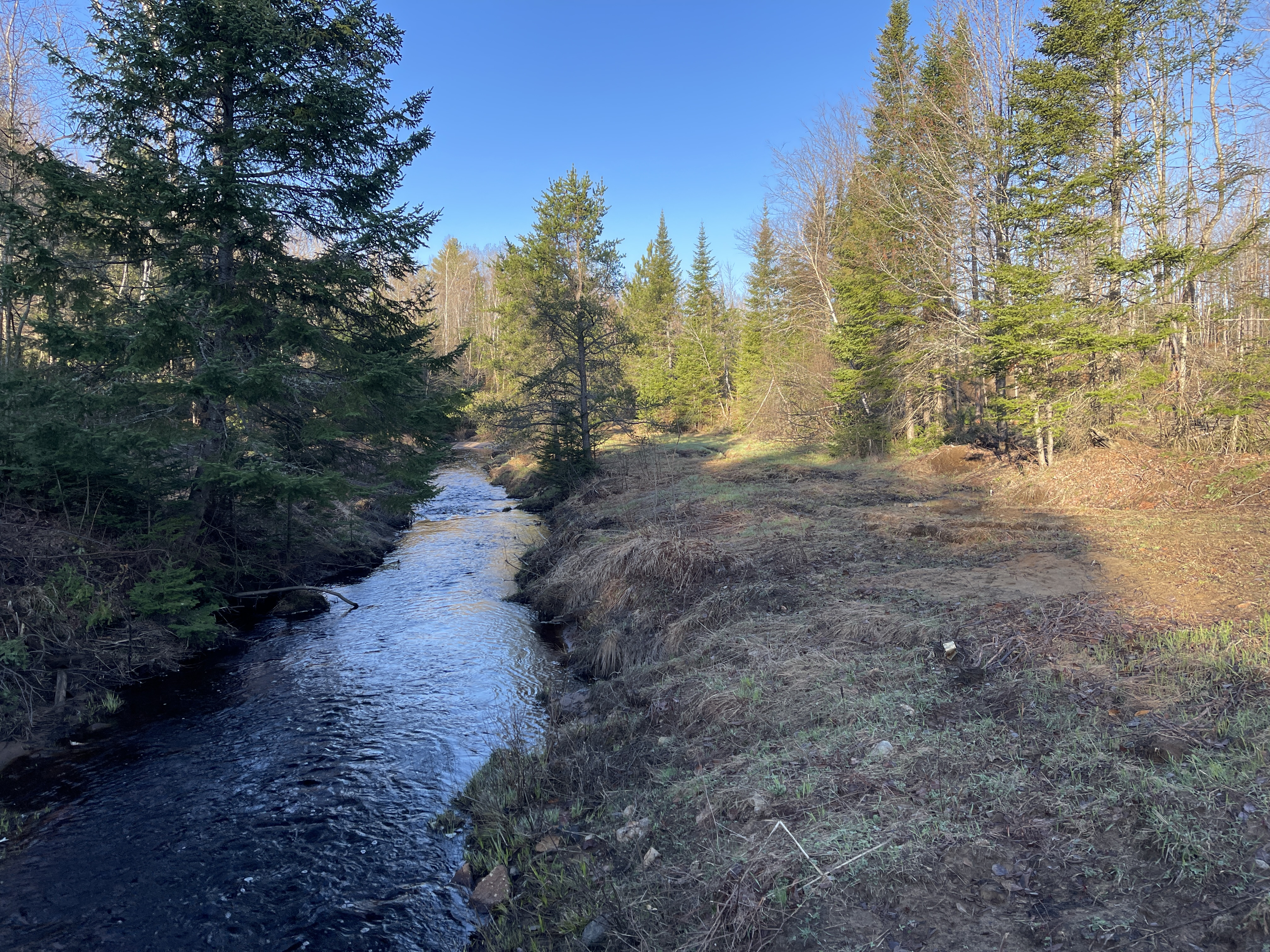
Cours d'eau Trépanier, chemin du Lac Pratte, Shawinigan
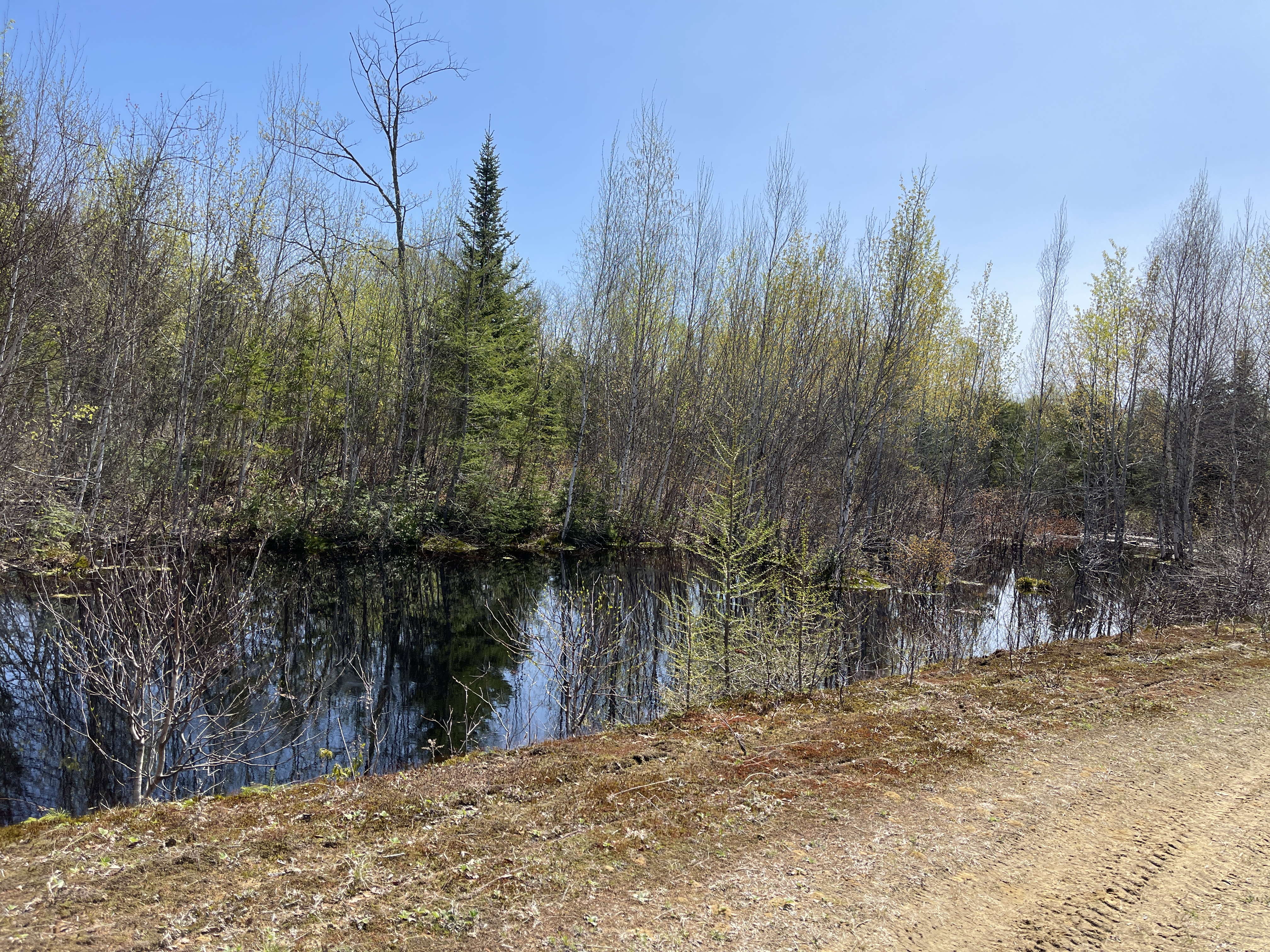
Alternance de mares, de milieux arbustifs et boisés, Saint-Maurice
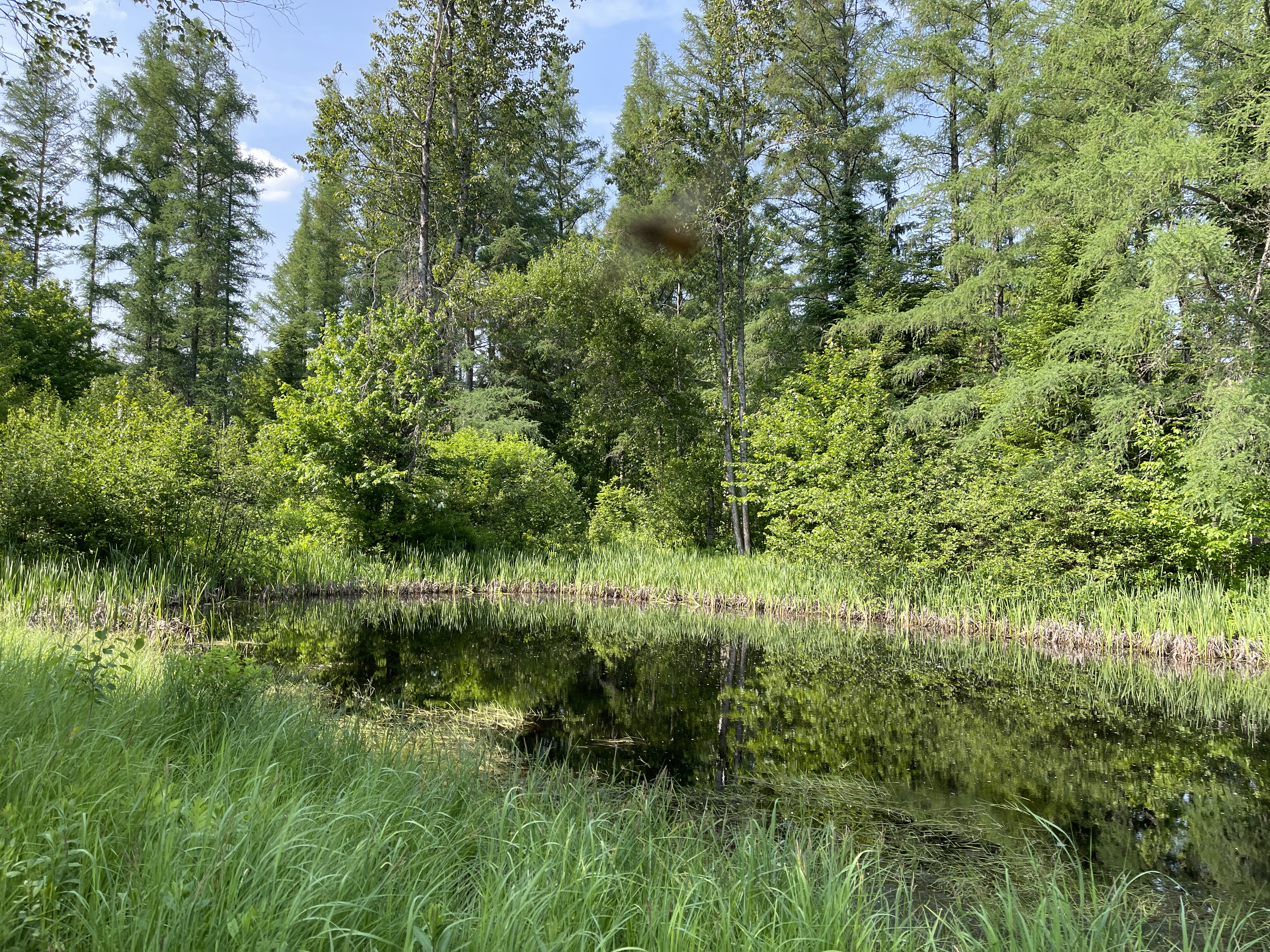
Lac et terrain privés, rang Haut-de-la-Grande-Ligne, Saint-Narcisse

Plé de Saint-Narcisse
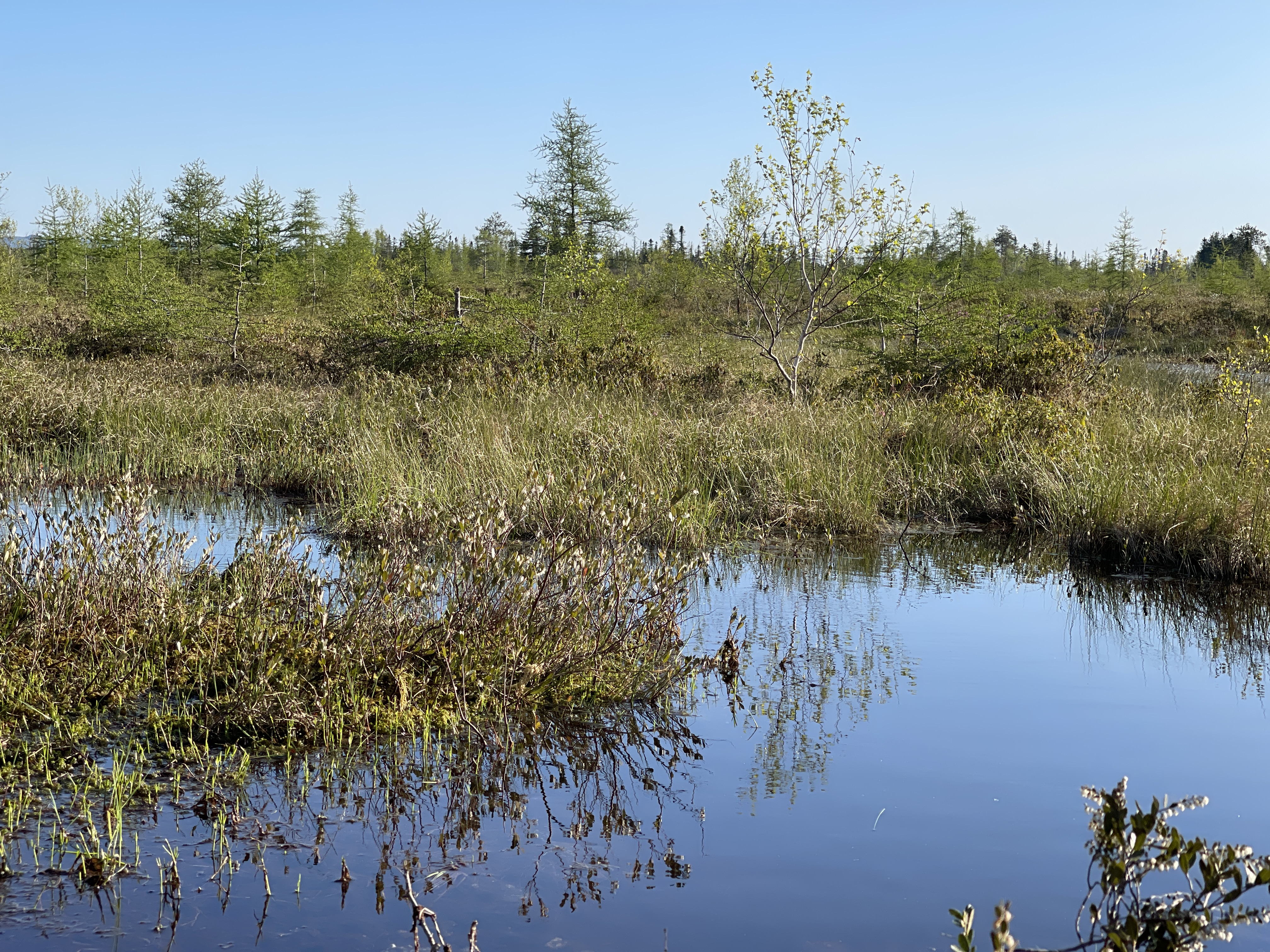
Marécage
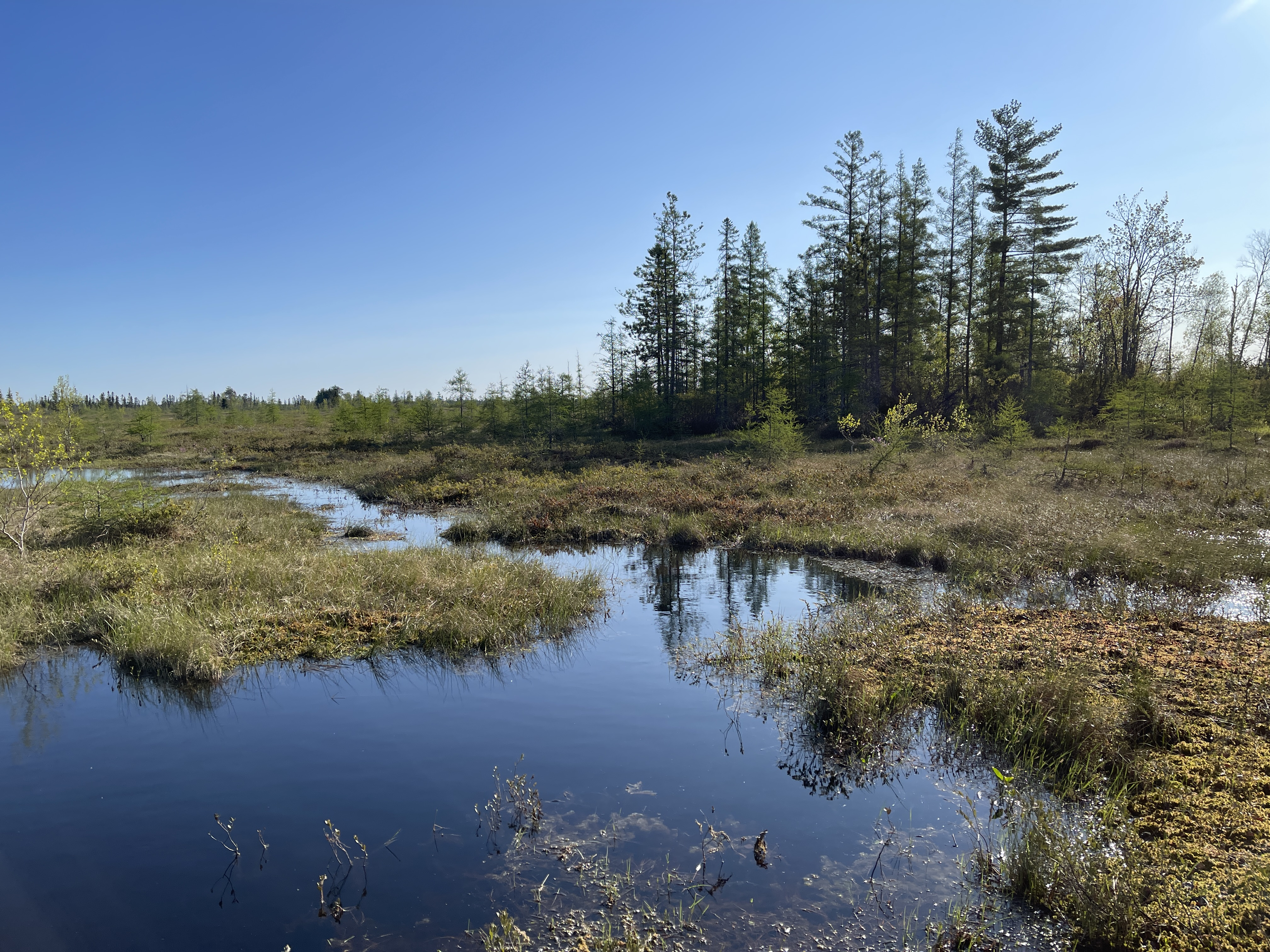
Marécage
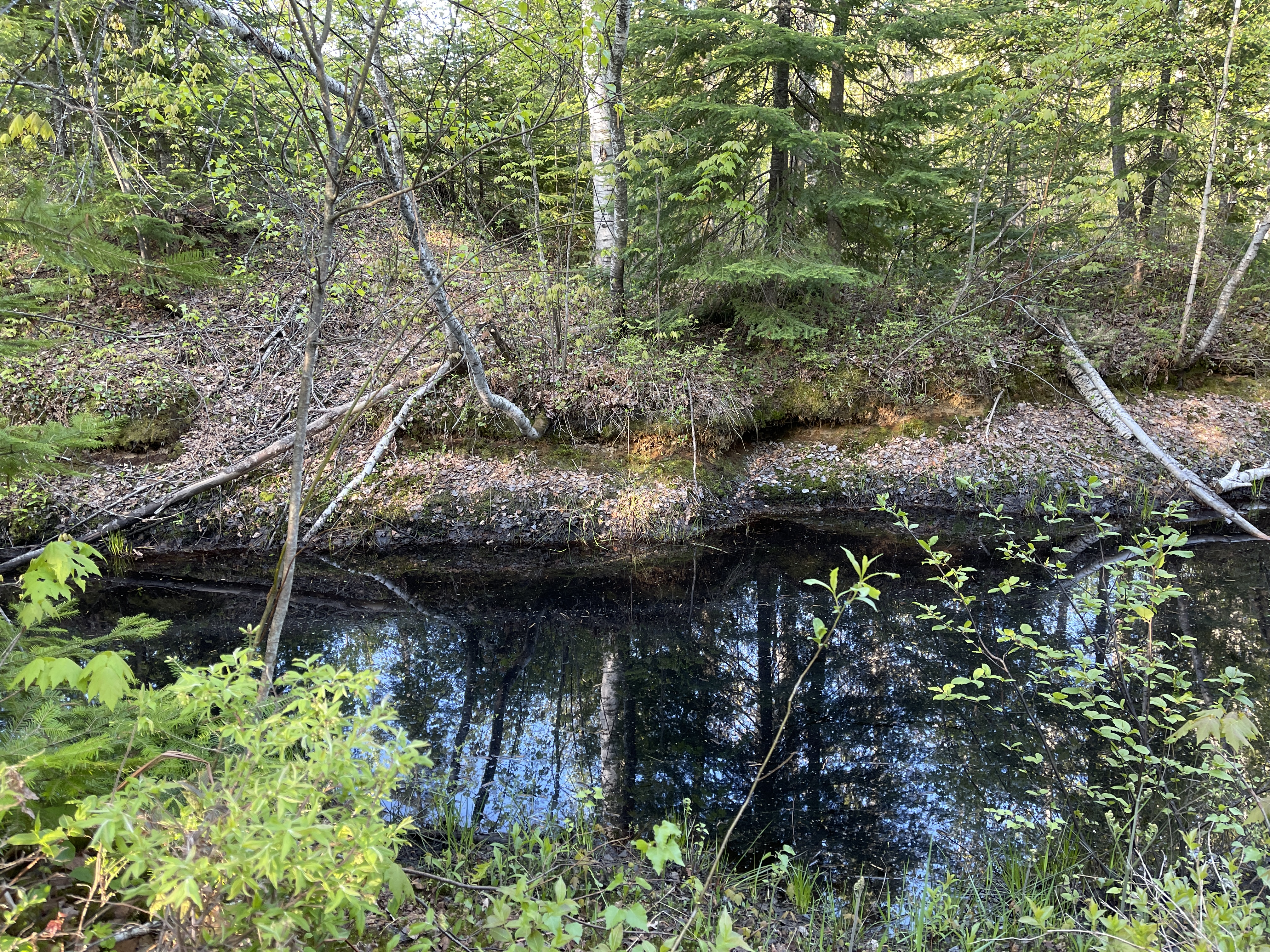
Mare ou petit cours d'eau

Flore de la tourbière du Lac-à-la-Tortue
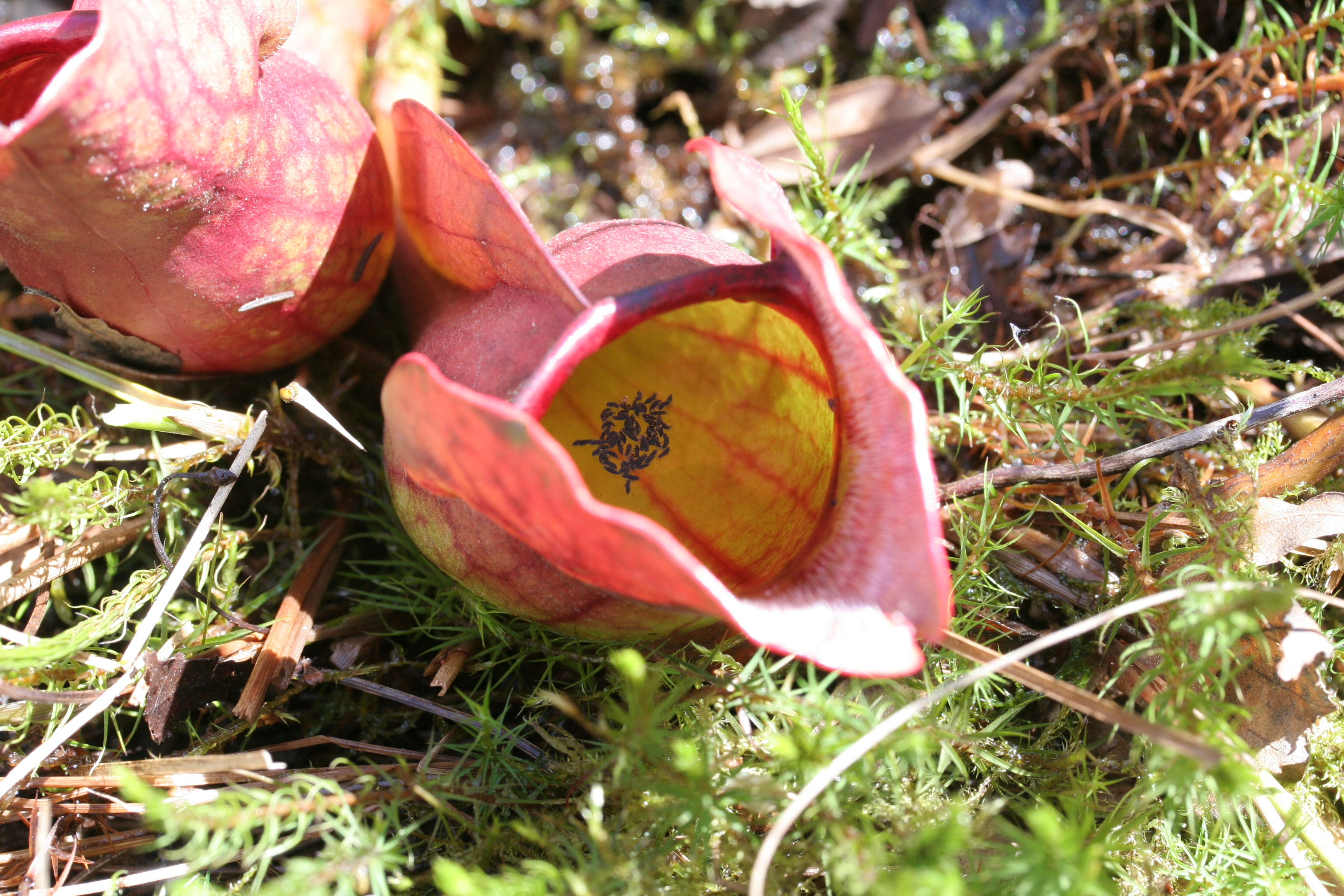
Sarracenia purpurea Linné. — Sarracénie pourpre.
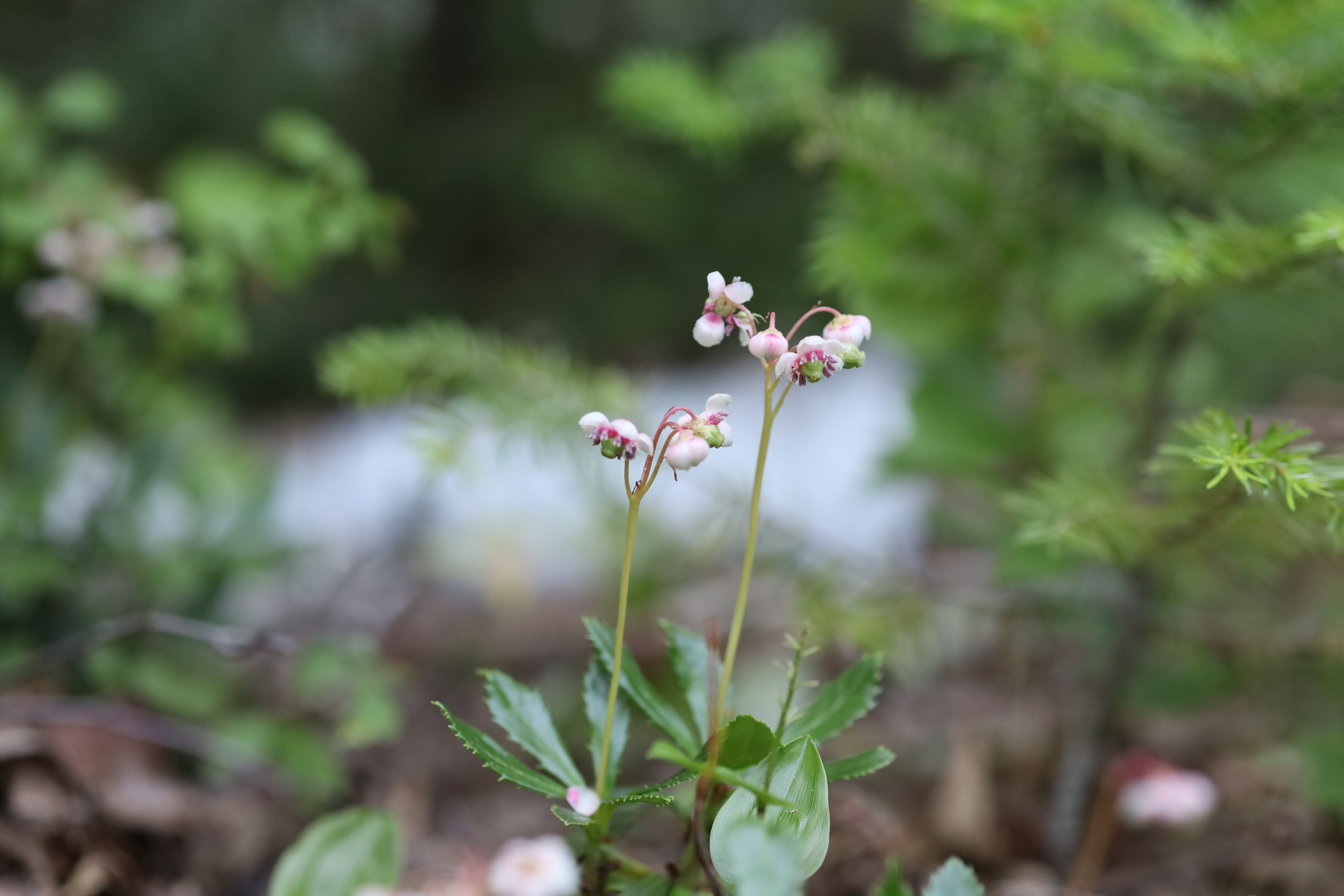
Chimaphila umbellata (Linné) Barton. — Chimaphile à ombelles.
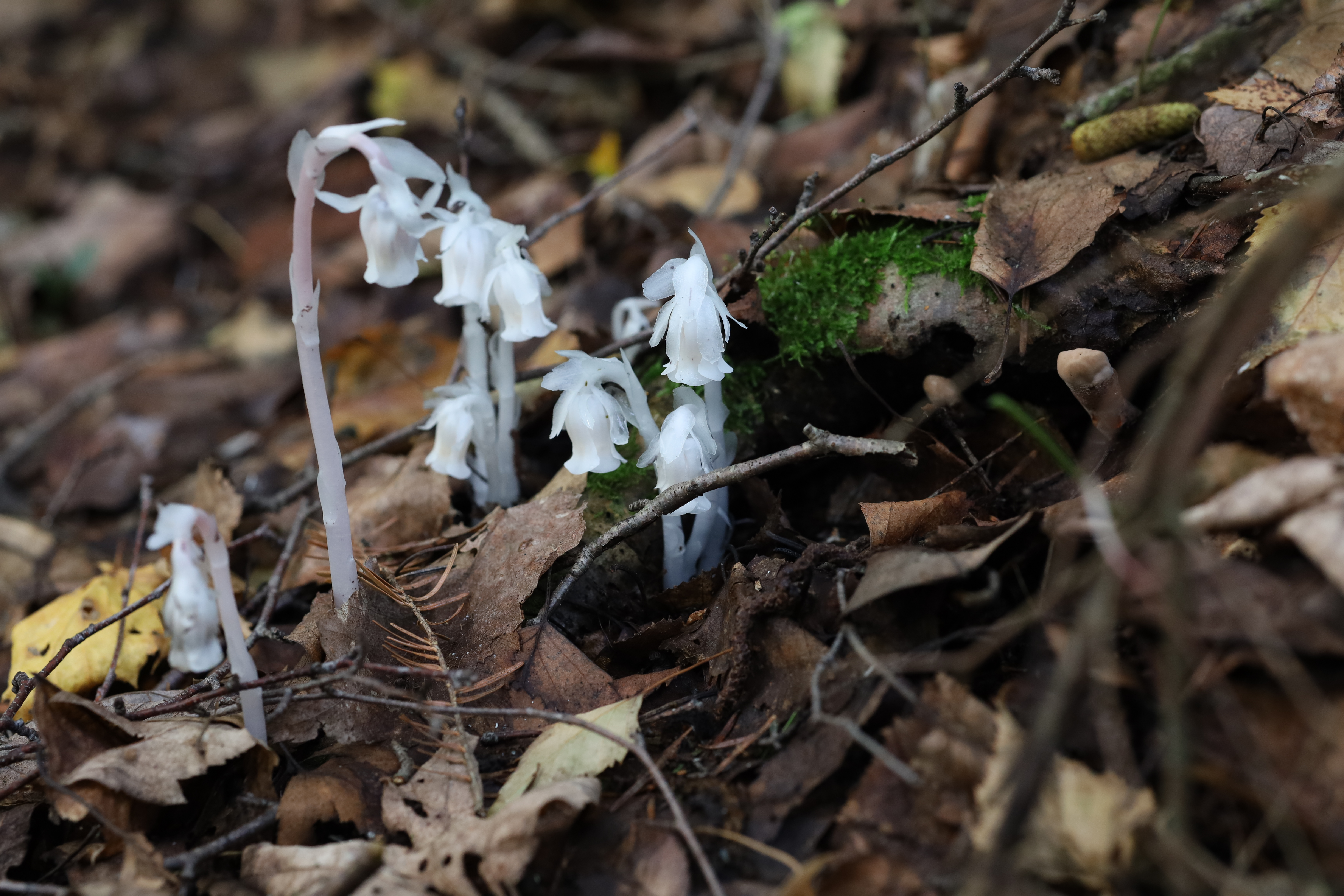
Monotropa uniflora Linné. — Monotrope uniflore.
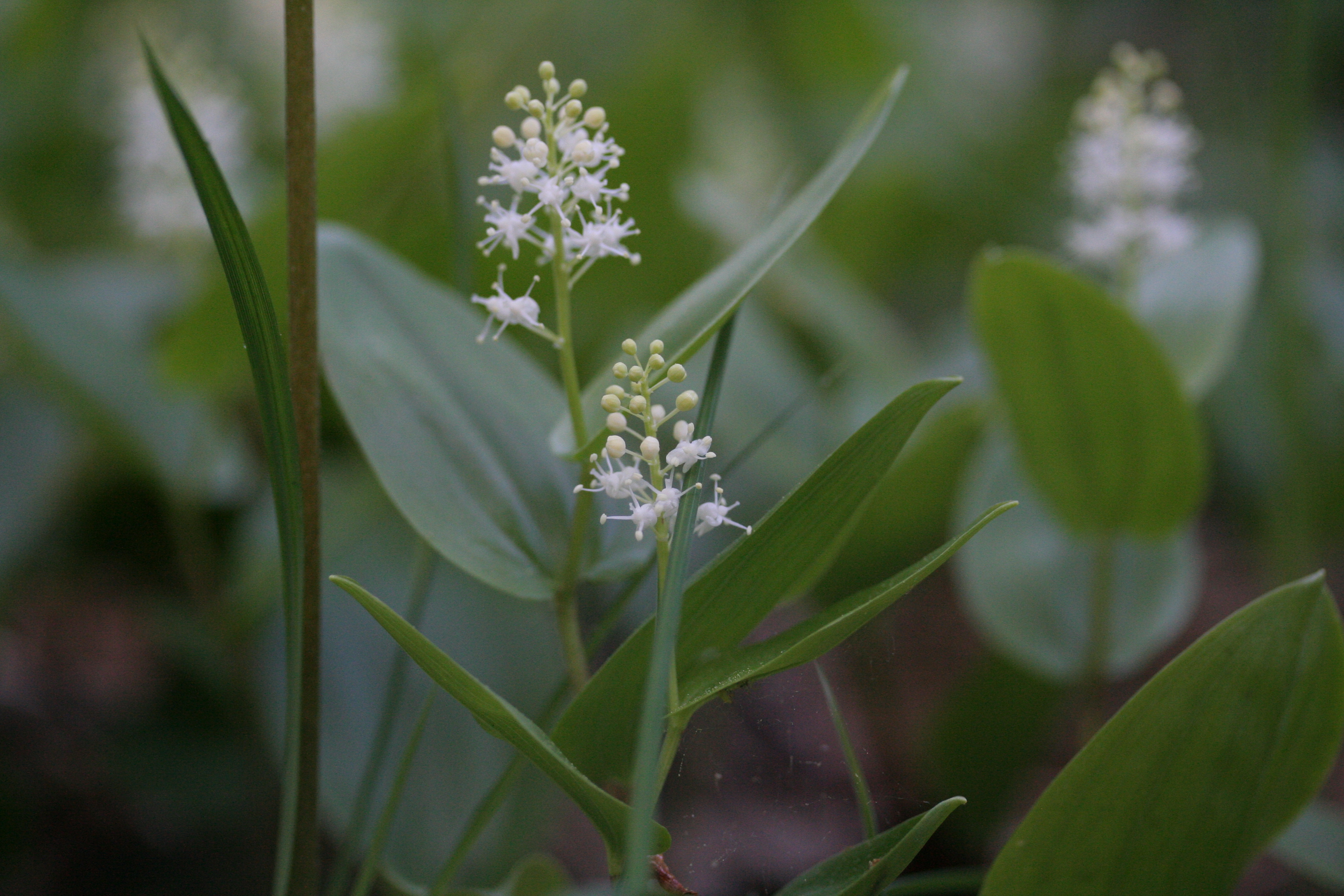
Maianthemum canadense Desfontaines. — Maïanthème du Canada.
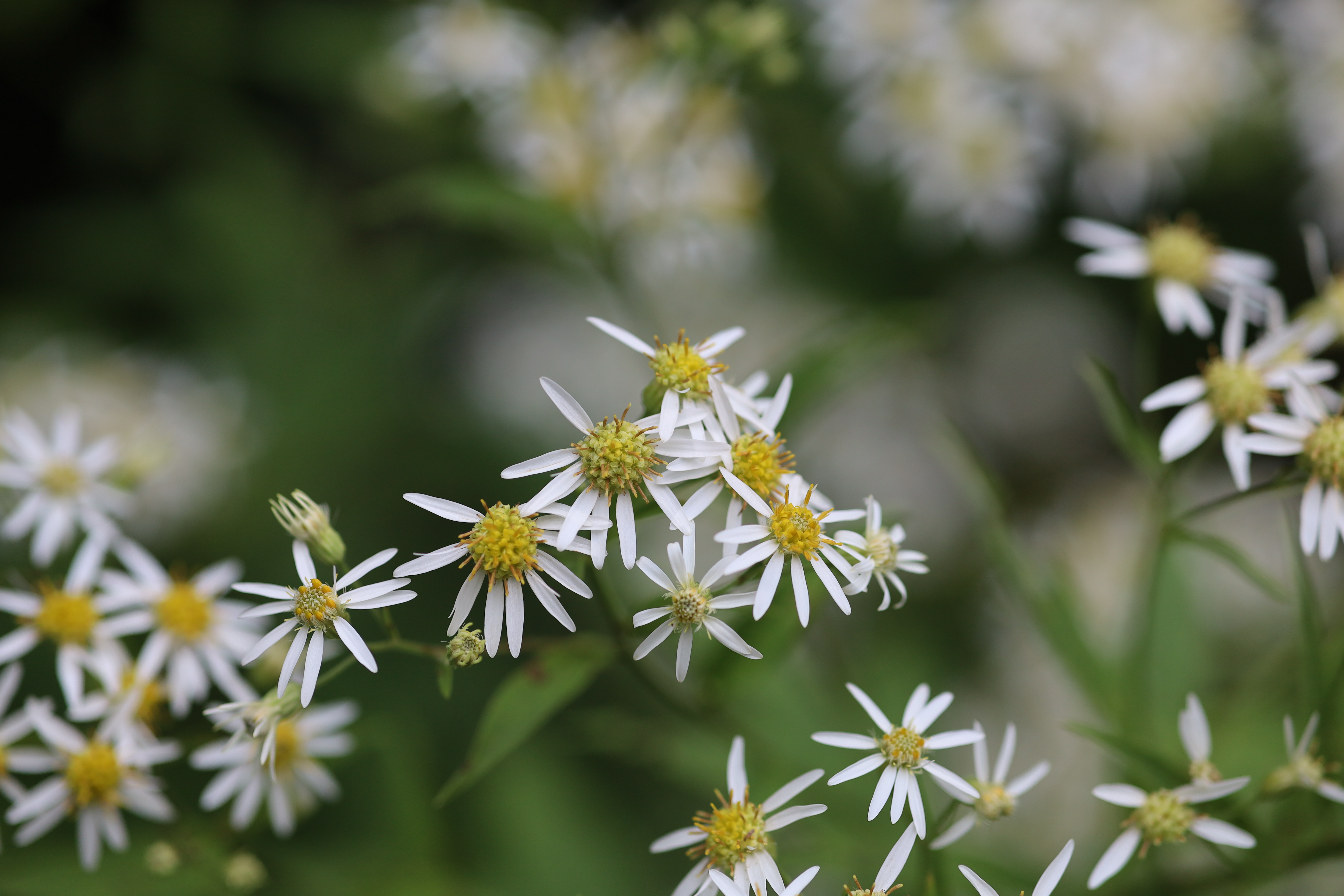
Aster umbellatus Miller. ― Aster à ombelles.
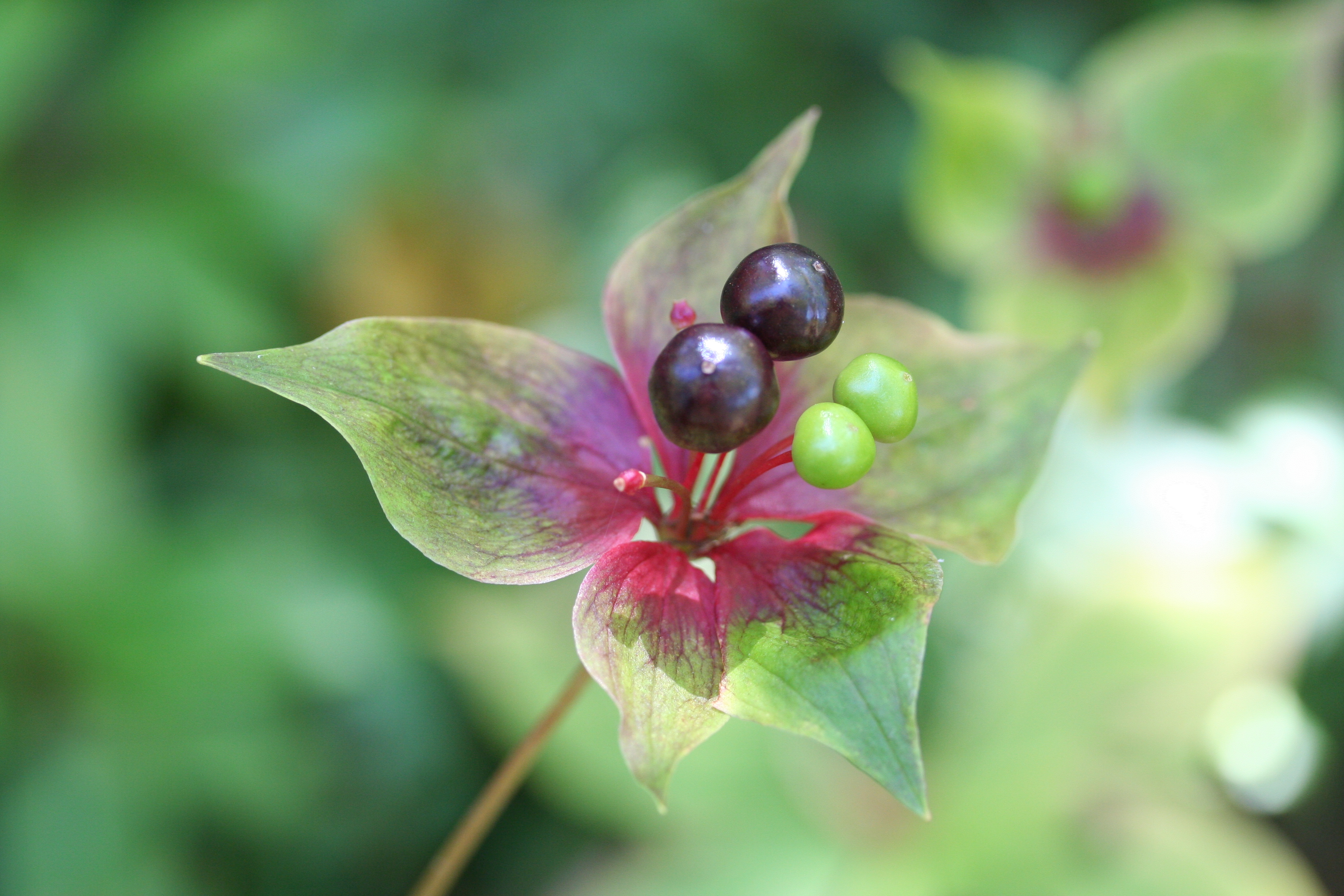
Medeola virginiana Linné. — Médéole de Virginie.